# 교리 문답

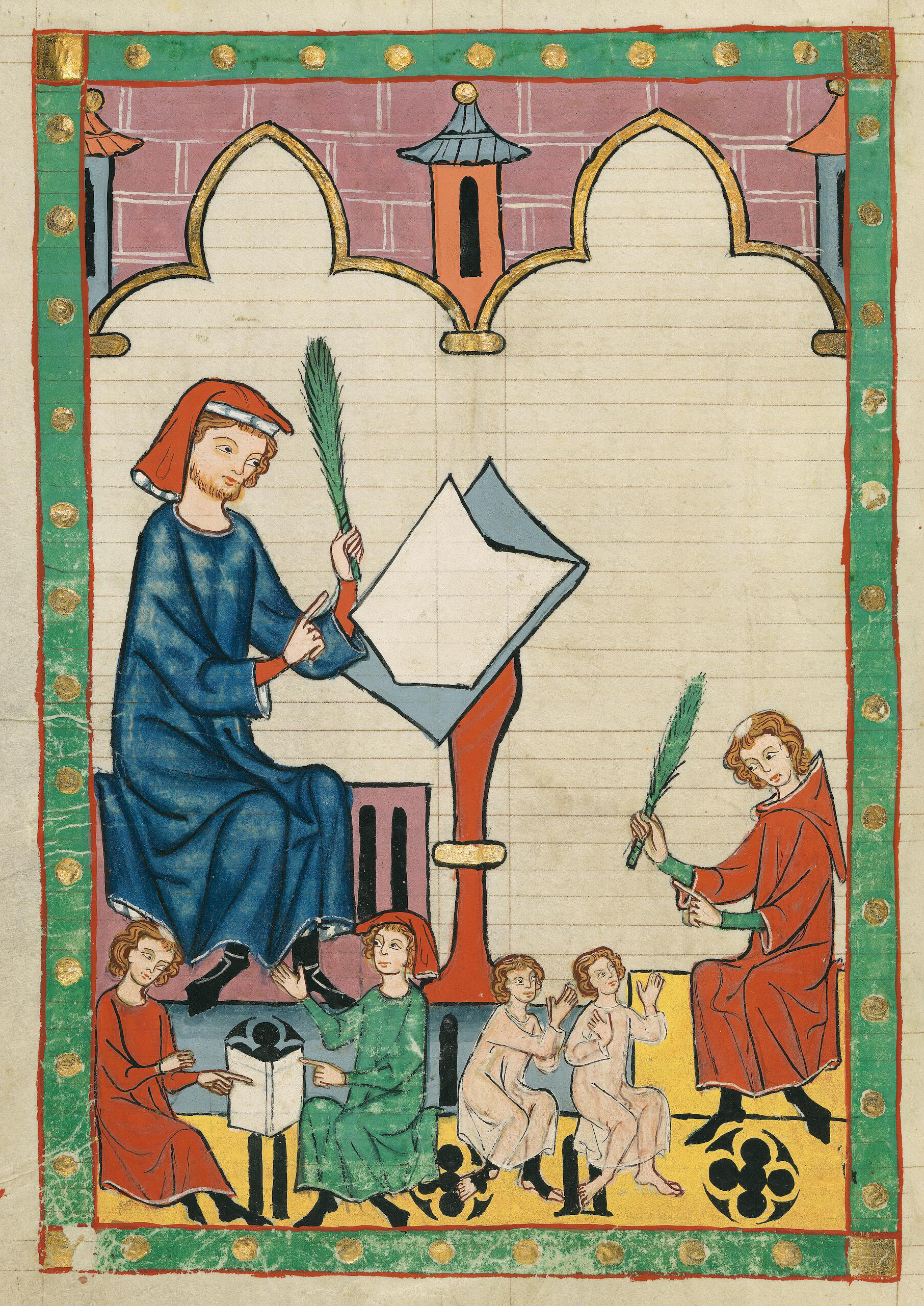
코덱스 마네세. "The Schoolmaster of Esslingen"

교리 문답(敎理問答) 또는 카테키즘(catechism)은 교리의 요약으로, 전통적으로 교리 교수나 기독교의 가르침에 사용된다. 이를 담은 문서를 교리 문답서 또는 간단히 교리서라고 한다.

## 개요
교리 문답의 영어 낱말 카테키즘이란 말의 어원은 그리스어의 '카테케오'― 들려주다 혹은 가르쳐주다의 뜻 ― 로서 원래는 세례를 받으려고 하는 사람과 아이들에게 기독교의 중요한 내용을 구두로 가르쳐주는 것을 의미한다. 이것이 점차로 그러한 가르침을 포함하는 서책을 뜻하게 되고 중세(11세기)에는 문답체로 된 책이 나오게 되었다. 중세 후기에는 왈드파(왈드가 일으킨 대중종교운동), 후스파(교회와 교직의 타락·면죄부·교직의 토지소유를 비난한 후스 일파), 위클리프파(종교개혁의 선구자 중 한 사람인 위클리프 일파) 등의 여러 분파에 의하여 이러한 종류의 책이 많이 사용되어 종교개혁 이후에는 유명한 복음주의적 <카테키즘>이 많이 출판되었다. 즉 <루터의 교리문답(1529)>은 루터파 교회의 표준서로, 캘빈의 <주네브 교리문답(1542)>과 <하이델베르크 교리문답(1562)>은 개혁파 여러 교회 그리고 <웨스트민스터 교리문답(1647)>은 장로교회의 표준서가 되었다. 가톨릭 교회도 이에 대항하여 여러 새로운 <카테키즘>을 만들었는데, 이 가운데서도 카니시우스의 '공교요리(1556)'는 2세기 이상에 걸쳐 가톨릭 교회의 주요한 카테키즘이 되었고, 19세기 중엽부터는 데하베의 '공교요리'가 가장 표준적인 것으로 되었다. 성공회의 '공회문답'도 16세기로부터 17세기에 걸쳐 만들어진 것으로서 성공회 기도서 속에 포함되어 있다. 이와 같이 <카테키즘>은 각 교파에 따라 각기 다른 것이 만들어져 있으며 이를 통하여 각 교파의 입장과 특색을 찾아볼 수 있는데, 이들 모두가 사도신조·십계·주기도문 등에 관한 설명을 중요한 부분으로 하고 있다.

## 형식
종교 개혁 이전에 기독교의 교리 교수는 사도신경, 주기도문, 기본 지식의 성사의 지침 및 암기의 형태를 취하였다.
이러한 지침의 매뉴얼을 위한, 교리 문답의 영어 낱말 "catechism"은 중세 후기에 나타났다.
질문과 답변 형태의 사용은 마르틴 루터의 1529년 책 소교리문답서를 통해 유명해졌다. 루터는 그가 배우고 있는 바를 교리 문답 수강자가 이해하길 바랐으므로, 십계명, 주기도문, 사도신경이 "이것이 무엇을 뜻하는가"라는 질문과 함께 작은 부분들로 나뉘었다. 웨스트민스터 소요리문답의 예는 아래와 같다:
Q. 사람의 제일 되는 목적이 무엇인가?

A. 하나님을 영화롭게 하는 것과 영원토록 그를 즐거워하는 것이다!

Q. 하나님께서 무슨 규칙을 우리에게 주시어 어떻게 자기를 영화롭게 하고 즐거워할 것을 지시하셨는가?

A. 신구약 성경에 기재된 하나님의 말씀은 어떻게 우리가 그를 영화롭게 하고 즐거워할 것을 지시하는 유일한 규칙이다.

## 설교와 교리문답
청교도들은 설교의 중요성에 대하여 강조하였지만, 설교만으로는 부족함을 느꼈다.  그들은 성도 개인이 신학의 몸을 가지고 있다고 생각하였다.  즉, 요리문답을 통하여 교리적으로 체계화된 성도들을 훈육하는 것을 강조하였다.  윌리암 퍼킨스는 설교의 반응이 있기 위하여는 반드시 요리문답에 의한 보충 교육이 필요하며, 그렇게 될 때야만, 설교가 사람들에게 아이 앞에 놓인 커다란 빵과 같다고 설명하였다.

## 같이 보기
- 가톨릭교회 교리서
- 하이델베르크 요리문답
- 웨스트민스터 소요리문답
- 웨스트민스터 대요리문답